# Préfecture autonome tibétaine de Hainan
Cette page contient des caractères spéciaux ou non latins. S’ils s’affichent mal (▯, ?, etc.), consultez la page d’aide Unicode.
Pour les articles homonymes, voir Hainan (homonymie).
La préfecture autonome tibétaine de Hainan (chinois simplifié : 海南藏族自治州 ; pinyin : Hǎinán zàngzú Zìzhìzhōu ; tibétain : མཚོ་ལྷོ་བོད་རིགས་རང་སྐྱོང་ཁུལ་ ; translittération Wylie : Mtsho-lho Bod-rigs rang-skyong-khul) est une division administrative de la province du Qinghai en Chine.

## Histoire
Le 16 mars 2012, dans le Xian de Tongde, près d'un millier de Tibétains ont manifesté afin de demander la libération de moines arrêtés pour avoir hissé un drapeau tibétain.
En novembre 2012, dans le Xian de Gonghe, un millier de lycéens tibétains ont manifesté afin de réclamer la liberté et l'égalité entre les nationalités.

## Géographie
Sa superficie est de 44 500 km² .
Le lac Qinghai historiquement connu sous son nom mongol lac Kokonor ou Koukounoor (« lac Bleu »), ou encore Tso Ngonpo en tibétain est situé pour partie dans la préfecture autonome tibétaine de Hainan.

## Démographie
La population de la préfecture était estimée à 390 000 habitants en 2004.

## Personnalité
- Le cinéaste tibétain Pema Tseden, né à Thrika, un village de la préfecture autonome tibétaine de Hainan[6].

## Subdivisions administratives
La préfecture autonome tibétaine de Hainan exerce sa juridiction sur cinq xian :
- le xian de Gonghe - 共和县 Gònghé Xiàn ;
- le xian de Tongde - 同德县 Tóngdé Xiàn ;
- le xian de Guide - 贵德县 Guìdé Xiàn ;
- le xian de Xinghai - 兴海县 Xīnghǎi Xiàn ;
- le xian de Guinan - 贵南县 Guìnán Xiàn.